# Marina Battistella
Marina Battistella, född 20 september 1958 i Palmanova, är en italiensk konstnär och skulptör, utbildad vid konstinstitutet G.Sello i Udine.

## Biografi

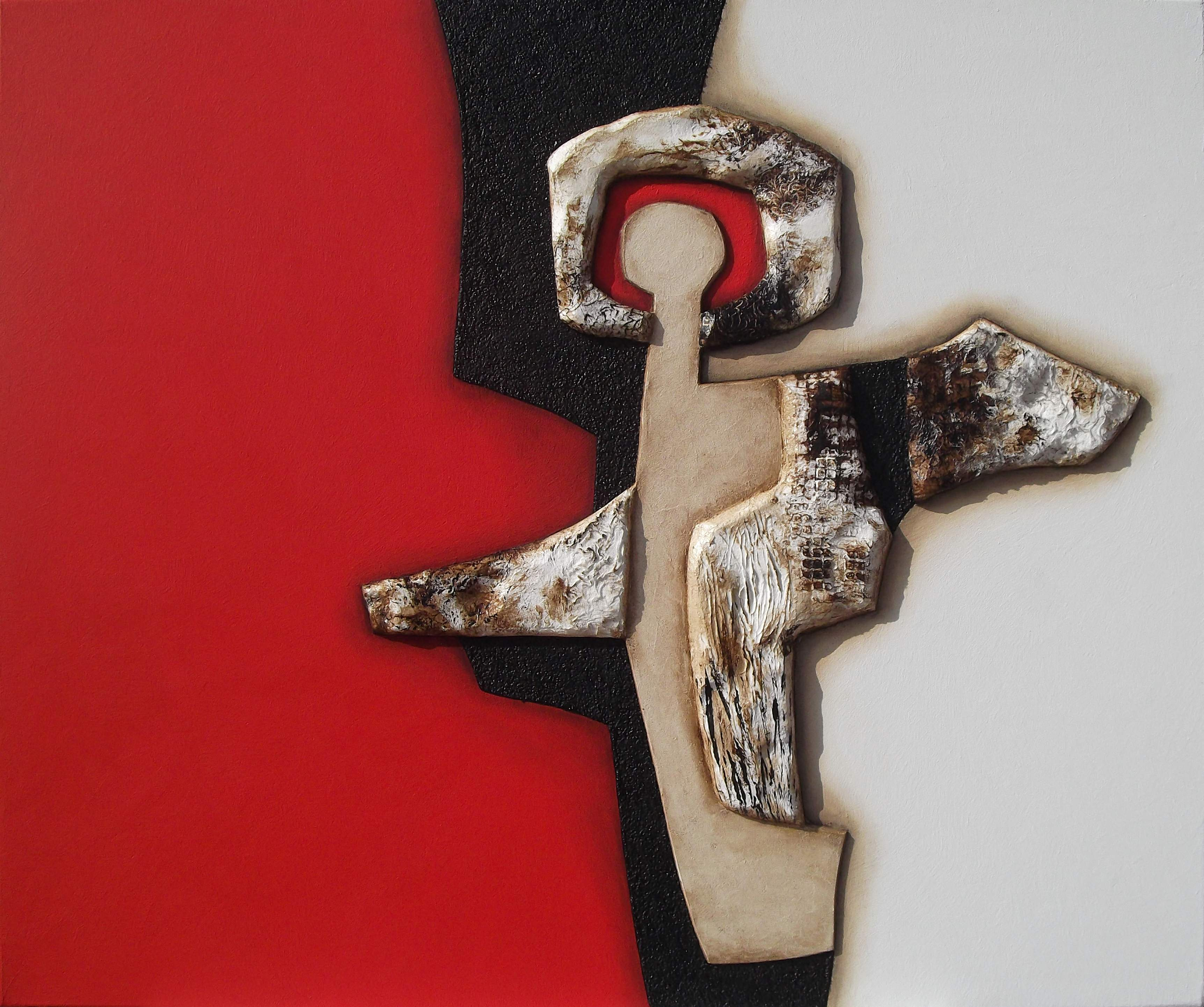
Karakteristisk Battistella, år 2016.

Battistella inledde sitt skapande med ett närmande till hyperrealismen. De valda motiven var främst återgivningar av naturen. Därefter övergick hon till att söka en egen form av samtidskonst. Efter en föga anmärkningsvärd början, har Battistella utvecklat en karakteristisk tredimensionell stil som fått mycket uppmärksamhet i södra Europa. Hennes senare verk är en real utveckling av spatialismens skapare Lucio Fontana, reliefer eller väggskulpturer som är svårfångade på fotografier. Kritiker beskriver Battistellas konst som en resa i en främmande värld, eller ibland som fynd gjorda vid arkeologiska utgrävningar, där vitt och svart plus en tredje färg dominerar. Hon lägger ned mycket arbete på planering av sina verk och på detaljer. Sin inspiration har hon främst hämtat från antiken (Mesopotamien och Babylonien) och från afrikansk konst. Efter vidare studier med skulptörmästaren Livio Fantini har hon kompletterat sitt hantverk med skapandet av skulpturer. År 2017 inledde Battistella med en serie konstverk som lekfullt försöker åskådliggöra hur konsten på den legendomspunna ön Atlantis kunde ha sett ut.  

## Samlingar
En känd samling av Battistella's tidigaste verk ägs av D.Zurini

## Utställningar
Utställningar av Battistella's konst har främst kunnat ses i städer runtom norra Italien, t.ex. Trieste, Padua, Udine, Venedig och Verona, men även så långt söderut som Bari, i Österrike, Slovenien, Kroatien, Belgien, Turkiet och Förenade Arabemiraten.